# Stora Agnsjö, Västergötland
Stora Agnsjö är en sjö i Borås kommun i Västergötland och ingår i Viskans huvudavrinningsområde. Sjön har en area på 0,0488 kvadratkilometer och ligger 113,3 meter över havet.

## Delavrinningsområde
Stora Agnsjö ingår i det delavrinningsområde (638617-131962) som SMHI kallar för Ovan Sävsjöbäcken. Medelhöjden är 125 meter över havet och ytan är 55,7 kvadratkilometer. Räknas de 12 avrinningsområdena uppströms in blir den ackumulerade arean 270,77 kvadratkilometer. Häggån som avvattnar avrinningsområdet har biflödesordning 2, vilket innebär att vattnet flödar genom totalt 2 vattendrag innan det når havet efter 68 kilometer. Avrinningsområdet består mestadels av skog (76 %). Avrinningsområdet har 0,14 kvadratkilometer vattenytor vilket ger det en sjöprocent på 0,2 %. Bebyggelsen i området täcker en yta av 3,26 kvadratkilometer eller 6 % av avrinningsområdet.